# Carl Otto Harz
Carl Otto Harz est un botaniste prussien, né le 28 novembre 1842 à Gammertingen et mort le 5 décembre 1906 à Munich.

## Biographie
Il étudie à Berlin et est habilité en 1873 à l’École supérieure technologique de Munich. À partir de 1874, il enseigne à la Central-Tierarzneischule de Munich, en 1880, il est nommé professeur. Il se consacre principalement à l’étude des semences.

## Liste partielle des publications
- 1885 : Landwirthschaftliche Samenkunde. Handbuch für Botaniker, Landwirthe, Gärtner, Drogisten, Hygieniker. Deux volumes. (Berlin).